# Reinhard Weitzel von Mudersbach
Reinhard Ludwig Weitzel von Mudersbach (né le 28 février 1853 à Wegenitz et mort le 26 avril 1911 à Allenstein) est un propriétaire et député du Reichstag.

## Biographie
Reinhard Weitzel von Mudersbach est issu de la famille noble Weitzel von Mudersbach (de) et étudie à l'académie de chevalerie de la cathédrale de Brandebourg et les universités de Strasbourg et de Leipzig. Après avoir étudié un an au 23e régiment de dragons de la Garde à Darmstadt, prend congé en tant qu'officier et en 1881 reprend la possession de son père à Osterwein
De 1898 à 1903, il est député du Reichstag pour la 8e circonscription de Königsberg avec le Parti conservateur allemand. Entre 1901 et 1903, il est également membre de la Chambre des représentants de Prusse.